# Hendrik Cappuyns
Hendrik Frans Ferdinand Cappuyns (Lier, 24 april 1913 - Knokke, 15 augustus 1992) was een Belgische bedrijfsleider en bestuurder.

## Biografie
Hendrik Cappuyns studeerde rechten en notariaat in Leuven, Brussel en Luik.
Hij was twee jaar werkzaam aan de balie van Brussel wanneer hij in 1938 administratief secretaris van spoorwegmaatschappij NMBS werd. In 1945 ging hij als secretaris-generaal aan de slag bij Gevaert. Vervolgens was hij er directeur-generaal (1952-1981), gedelegeerd bestuurder (1975-1985) en later - in opvolging van Oscar de Schaetzen, na de fusie met het Duitse Agfa - voorzitter van Agfa-Gevaert.
Cappuyns bekleedde tal van bestuursmandaten in de bedrijfswereld. Hij was voorzitter van Ortelius en Uitgeversbedrijf Tijd (1969-1984) en vicevoorzitter van verzekeraar Royale Belge. Hij was bestuurder van energiebedrijf EBES (1960-1981), de Nationale Investeringsmaatschappij (1962-1966), de Nationale Maatschappij voor Krediet aan de Nijverheid (1964-1966), chemieberijf UCB (1966-1983), het Studiecentrum voor kernenergie (1975-1981), de Vlaamse Uitgeversmaatschappij (1976-1985), de Groupe Bruxelles Lambert (1982-1983) en Cobepa (1982-1988) en lid van de raad van toeizcht van chemiebedrijf Bayer (1982-1987). Daarnaast was hij voorzitter van het Vlaams Economisch Verbond van 4 april 1963 tot 1966 en ondervoorzitter van het Verbond der Belgische Nijverheid (1965-1971). Ook was hij lid van het college van censoren (1962-1967) en de regentenraad (1967-1982) van de Nationale Bank van België.